# Cinque Nazioni 1959
Il Cinque Nazioni 1959 (in inglese 1959 Five Nations Championship; in francese Tournoi des Cinq Nations 1959; in gallese Pencampwriaeth y Pum Gwlad 1959) fu la 30ª edizione del torneo annuale di rugby a 15 tra le squadre nazionali di Francia, Galles, Inghilterra, Irlanda e Scozia, nonché la 65ª in assoluto considerando anche le edizioni dell'Home Nations Championship.
La Francia si aggiudicò il suo terzo titolo, ma il primo non condiviso della sua storia nel torneo, a 49 anni di distanza dalla sua ammissione.
Con una partita ancora da giocare, i francesi si assicurarono la certezza matematica della vittoria battendo in casa il Galles; ininfluente la sconfitta a Dublino nell'ultima giornata.
Il valore delle marcature, come stabilito dall’IRFB nel 1948, era: 3 punti per ciascuna meta (5 se trasformata), 3 punti per la realizzazione di ciascun calcio piazzato, mark o drop.

## Nazionali partecipanti e sedi
| Squadra     | Città     | Impianto interno      |
| ----------- | --------- | --------------------- |
| Francia     | Colombes  | Stadio Yves du Manoir |
| Galles      | Cardiff   | Arms Park             |
| Inghilterra | Londra    | Twickenham            |
| Irlanda     | Dublino   | Lansdowne Road        |
| Scozia      | Edimburgo | Murrayfield           |

## Risultati
| Arbitro: | Gwynne Walters |

|            |      |  |
| Moncla     | mt   |  |
| Lacaze (2) | drop |  |

| Arbitro: | Ray Williams |

|          |    |  |
| Bebb     | mt |  |
| T. Davis | tr |  |

| Arbitro: | Ray Williams |

|          |      |          |
| Bruce    | mt   | Price    |
|          | tr   | T. Davis |
| Scotland | c.p. |          |

| Arbitro: | Gwynne Walters |

|  |      |        |
|  | c.p. | Risman |

| Arbitro: | Ray Williams |

|              |      |         |
| Hetherington | c.p. | Labazuy |

| Arbitro: | Leslie Boundy |

|          |      |        |
|          | mt   | Dooley |
|          | tr   | Hewitt |
| Scotland | c.p. | Hewitt |

| Arbitro: | Dod Burrell |

|              |      |           |
| Ashton Price | mt   | O'Reilly  |
| T. Davies    | tr   |           |
|              | c.p. | D. Hewitt |

| Arbitro: | Gwynne Walters |

|        |      |          |
| Risman | c.p. | Scotland |

| Arbitro: | Norman Parkes |

|            |      |           |
| Moncla (2) | mt   |           |
| Labazuy    | tr   |           |
| Labazuy    | c.p. | T. Davies |

| Arbitro: | Gwynne Walters |

|         |      |        |
| Brophy  | mt   | Dupuy  |
|         | tr   | Lacaze |
| Hewitt  | c.p. |        |
| English | drop |        |

## Classifica
| Pos | Squadra     | G | V | N | P | PF | PS | DP  | Pt |
| --- | ----------- | - | - | - | - | -- | -- | --- | -- |
| 1   | Francia     | 4 | 2 | 1 | 1 | 28 | 15 | +13 | 5  |
| 2   | Irlanda     | 4 | 2 | 0 | 2 | 23 | 19 | +4  | 4  |
| 3   | Galles      | 4 | 2 | 0 | 2 | 21 | 23 | −2  | 4  |
| 4   | Inghilterra | 4 | 1 | 2 | 1 | 9  | 11 | −2  | 4  |
| 5   | Scozia      | 4 | 1 | 1 | 2 | 12 | 25 | −13 | 3  |